# شهدطوطی چهچه‌زن
شهدطوطی چهچهه‌زن (Lorius garrulus) یک طوطی جنگلی است که بومی شمال مالوکو، اندونزی است. آسیب‌پذیر در نظر گرفته می‌شود، تهدید اصلی آن تله‌گذاری برای تجارت پرندگان در قفس است.
نژاد L.g.flavopalliatus با نام شهدطوطی پشت‌زرد شناخته شده‌است.